# Gunga Din (película)
Gunga Din es una película estadounidense de 1939 producida y dirigida por George Stevens y con Cary Grant, Douglas Fairbanks Jr., Victor McLaglen y Sam Jaffe en los papeles principales.
El filme está inspirado en el poema homónimo de Rudyard Kipling, que lo dedicó a un aguador que conoció en el Raj Británico, y cuya línea principal más o menos dice así: 

De todos los años que estuve en la India no conocí a nadie más valiente que el aguador de nuestro regimiento: Gunga Din.

Este poema se menciona al principio de la película brevemente. Por lo demás, es un clásico del cine colonial de aventura, junto con otras películas de este mismo género que estaban de moda en aquellos años tales como The Lives of a Bengal Lancer, The Real Glory, Beau Geste, La carga de la Brigada Ligera, Las cuatro plumas o Kim de la India.
Colaboraron en la elaboración del guion, sin aparecer en los créditos, los guionistas y cineastas Lester Cohen, John Colton, Vincent Lawrence, Dudley Nichols y Anthony Veiller, más el escritor William Faulkner.
En 1999, Gunga Din fue incluida entre las películas que preserva el National Film Registry (Registro Nacional de Filmes) de la Biblioteca del Congreso de Estados Unidos, por ser considerada «cultural, histórica, o estéticamente significativa».

## Argumento
La película es la historia de tres amigos que son sargentos en el ejército británico durante la dominación de la India. Son tiempos convulsos, porque los seguidores del culto a la diosa Kali, llamados Los Estranguladores están en continua rebeldía contra los ejércitos de su majestad. 

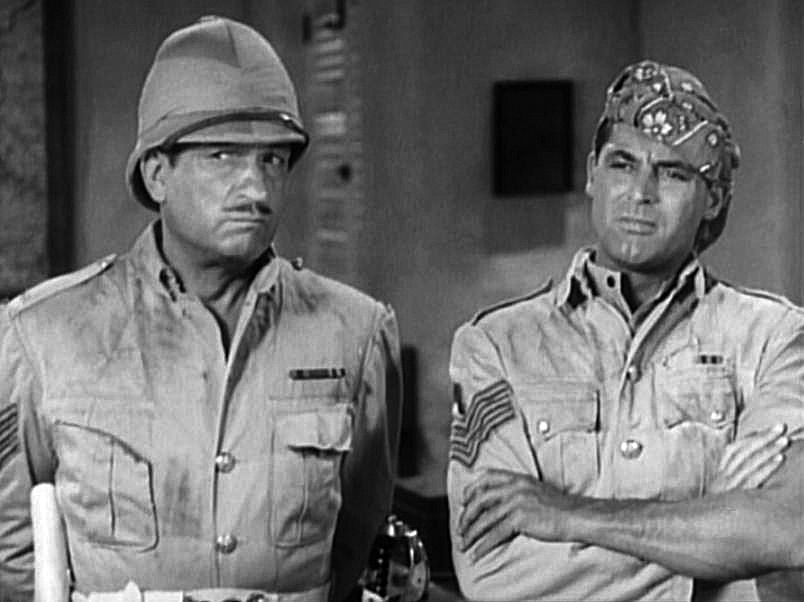
Victor McLaglen y Cary Grant en parte de un fotograma
del reclamo de la película.

Los tres sargentos, Archibald Cutter, 'Mac' MacChesney y Thomas 'Tommy' Ballantine son los típicos soldados en estas lides, valientes, bravucones, desobedientes, los mejores para comenzar una guerra, y los mejores para ganarla, es decir todo un dolor de cabeza para sus oficiales. Los tres son enviados al mando de un destacamento, a investigar las causas de la interrupción de la comunicación telegráfica con un puesto británico en Tantrapur; en el destacamento va Gunga Din, un nativo que ejerce como aguador de las tropas, y cuya aspiración es convertirse en un soldado británico. Cuando llegan a su destino, lo encuentran desierto y se preparan a reparar la línea telegráfica, cuando son rodeados y atacados por sorpresa por nativos armados. Logran salir del lugar y regresan a su cuartel. Allí, sus superiores identifican un arma que pertenecía a sus agresores, como una de las usadas por Los Estranguladores.
El sargento Ballantine les comunica a sus amigos que pronto abandonará el Ejército para dedicarse al negocio del té y casarse con su novia Emmy Stebbins. Sus amigos consideran su proyecto peor que la muerte. Por su lado, el sargento Cutter también planea cambiar su vida, y planea desertar para ir en busca de un templo construido en oro, según una información que le había contado Gunga Din. El sargento MacChesney no quiere saber nada de este asunto, y decide prevenir la deserción de su colega, encerrándolo en un vallado, pero Ballantine logra escabullirse esa misma noche junto a Gunga Din. 
Ambos llegan al lugar donde se encuentra el templo, pero son sorprendidos por Los Estranguladores, que usaban el lugar como sitio de reunión. El sargento decide entregarse, para que Gunga Din pueda escabullirse sin ser notado, y avisar al sargento MacChesney. Cuando el sargento se entera de la situación, decide ir en su rescate. El exsargento Ballantine quiere acompañarlo, pero es rechazado por MacChesney, que lo considera ahora un civil. Ballantine decide reenlistarse, a pesar de la oposición de su novia Emmy, y se une a la expedición de rescate. Así parten los tres, como avanzada de su regimiento, para caer también prisioneros al llegar al templo.
Logran escabullirse de sus carceleros y, tomando como rehén al gurú de la secta, se refugian en el techo del templo. Cuando finalmente el regimiento se acerca, el gurú comienza a jactarse de la emboscada que había planeado, suponiendo la llegada de refuerzos. Sus seguidores se niegan a dejarlo en manos de los británicos, y dudan en atacar al regimiento, pero el gurú se lanza a un foso con cobras, para resolver la indecisión. Al ver esto los seguidores se lanzan al ataque y hieren con las bayonetas al sargento Cutter y a Gunga Din. Sin embargo en un último acto de valentía, el aguador logra subir a la cúpula del templo y dar el toque de alarma a las tropas, con una corneta que lleva consigo, antes de morir. Los Estranguladores resultan vencidos.
Más tarde, durante el funeral de Gunga Din, el coronel Weed le otorga al humilde aguador el grado de cabo de infantería del ejército británico y lee las últimas líneas de un poema de Rudyard Kípling You're a better man than I am, Gunga Din! - Tú eres mejor hombre de lo que yo soy, Gunga Din.

## Reparto

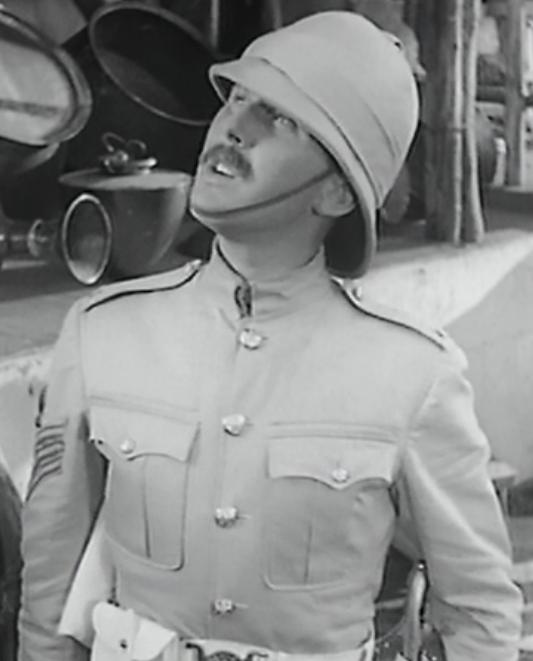
Robert Coote en un fotograma
del reclamo de la película.

- Cary Grant - Sargento Archibald Cutter
- Victor McLaglen - Sargento 'Mac' MacChesney
- Douglas Fairbanks, Jr. - Sargento Thomas 'Tommy' Ballantine
- Sam Jaffe - Gunga Din
- Eduardo Ciannelli - Guru
- Joan Fontaine - Emaline 'Emmy' Stebbins
- Montagu Love - Coronel Weed
- Robert Coote - Sargento Bertie Higginbotham
- Abner Biberman - Chota
- Lumsden Hare - Mayor Mitchell
- Cecil Kellaway (sin acreditar) - Sr. Stebbins
- Reginald Sheffield (1901 - 1957; sin acreditar) - Rudyard Kipling